# تيم فان زانت
تيم فـان زانت (بالإنجليزية: Tim Van Zandt)‏ هو سياسي أمريكي، ولد في 17 سبتمبر 1963 في لكسينغتون في الولايات المتحدة. حزبياً، نشط في الحزب الديمقراطي. وقد انتخب عضو مجلس نواب ولاية ميسوري.